# Šubat-Enlil
Šubat-Enlil, zdaj Tell Lejlan (arabsko تل ليلان, tel lejlan) je arheološko najdišče v porečju Haburja v Guvernatu Vadi Džarrah v severovzhodni Siriji.
Mesto je bilo naseljeno od 5. tisočletja pr. n. št. V poznem 3. tisočletju pr. n. št. je bilo znano kot Šekna in spadalo v Akadsko kraljestvo. Okoli leta 1800 pr. n. št. ga je asirski kralj Šamši-Adad I. preimenoval v Šubat-Enlil in ga izbral za prestolnico Asirije. Okoli leta 1700 pr. n. št. je bil Šubat-Enlil zapuščen.

## Geografija
Šubat-Enlil je stal v bližini nekaj drugih cvetočih mest tistega časa. Hamukar je bil približno 50 km jugovzhodno, Tell Brak približno 50 km jugozahodno, Urkeš (Tell Mozan) pa približno 50 km zahodno. 
Lejlan, Brak and Urkeš so bili pomembni zlasti v akadkskem obdobju.

## Zgodovina
Mesto je nastalo okoli leta 5000 pr. n. št. kot majhna vas in se do okoli 2600 pr. n. št., se pravi tristo let pred Akadskim kraljestvom,  razvilo v veliko mesto. Okoli meter debel sloj naplavin v Tell Lejlanu brez dokazov o človeškem bivanju kaže na vzrok  zapustitve akadskega kraljevega mesta. Analize kažejo, da se je okoli leta  2200 pr. n. št. začelo tristoletno sušno obdobje, usodno za obstoj kmetijstva in mesta samega.

### Šubat-Enlil
Šamši-Adadova osvojitev regije (vladal 1813-1781 pr. n. št.) je oživila zapuščeno mesto Tell Lejlan. Vladar je prepoznal velik kmetijski potencial  regije in Tell Lejlan izbral za svojo prestolnico svojega imperija. Šehno je preimenoval v Šubat-Enlil, kar v akadskem jeziku pomeni "bivališče boga Enlila". V mestu je bila zgrajena kraljeva palača in tempeljska akropola, do katere je od mestnih vrat vodila ravna tlakovana ulica. Zgrajeno je bilo tudi stanovanjsko območje, celo mesto pa je bilo obdano z obzidjem. Mesto je merilo  približno 90 hektarjev in na vrhuncu imelo morda 20.000 prebivalcev. Po smrti Šamši-Adada I. je glavno csarstva postal Apum in cvetel, dokler ga ni leta 1726 pr. n. št. opustošil babilonski kralj Samsu-iluna med poskusom razširitve babilonske  oblasti na celo Asirijo. Asirski kralj Adasi je premagal Babilonce in jih izgnal iz Asirije, Šubat-Enlila pa ni ponovno naselil, ker je svojo prestolnico preselil v tradicionalno prestolnico  Ašur.

## Arheologija
Leta 1979 je začela gomilo Tell Lejlan raziskovati skupina arheologov z univerze Yale pod vodstvo Harveya Weissa. Izkopavanja so se končala leta 2008. 
Med številnimi pomembnimi odkritji v Tell Lejlanu je arhiv okoli 1100 klinopisnih glinastih tablic iz 18. stoletja pr. n. št., ki so ga vzdrževali mestni vladarji. Zapisi na njih vsebujejo podatke o stikih z drugimi mezopotamskimi državami in delovanju mestne uprave. Najdbe iz Tell Lejlana so razstavljene v Muzeju Deir ez-Zora.